# Heathrow Terminals 2 & 3 (métro de Londres)
Heathrow terminals 2 & 3 est une station de la Piccadilly line du métro de Londres, en zone 6. Elle dessert les terminaux no 2 et 3 de l'Aéroport de Londres-Heathrow, dans le Borough londonien de Hillingdon.

## Situation sur le réseau

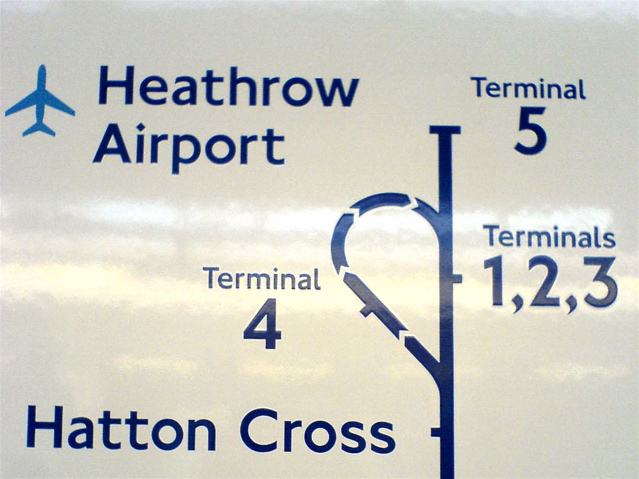

La station souterraine Heathrow Terminals 2 & 3 est située sur la branche Heathrow de la Piccadilly line du métro de Londres entre les stations Heathrow Terminal 5, terminus ouest de la branche, et Hatton Cross, en direction de Cockfosters. 
Par ailleurs elle est également située sur la boucle à une voie et sens unique qui se débranche sur la gauche après Hatton Cross, dessert la station Heathrow Terminals 4 et rejoint par un embranchement à droite la branche principale à mi-chemin en direction du terminus d'Heathrow Terminals 5.

## Histoire
La station Heathrow Central est ouverte le 16 décembre 1977, par la reine Élisabeth II. Cette mise en service marque la dernière phase de l'extension de la Piccadilly line vers Heathrow. 
Elle est renommée Heathrow Central terminals 1, 2, 3, le 3 septembre 1983, lors du début de la construction du terminal 4. Son nom est de nouveau modifié, le 12 avril 1986, il devient Heathrow terminals 1, 2, 3 lors de l'ouverture de la station Heathrow terminal 4. 
Le nom définitif Heathrow terminals 2 & 3 est adopté en janvier 2016 après la fermeture du terminal 1 de l'aéroport l'année précédente.

## Services de la station

### Installations
Elle dispose, d'entrées au niveau du sol et au premier niveau souterrain du hall à billets, d'escaliers mécaniques et d'ascenseurs pour accéder aux différents niveaux et d'un quai central au niveau le plus profond.

### Desserte
Heathrow Terminals 2 & 3 est desservie par des trains de la Piccadilly line. Quelques-uns la rejoignent directement après avoir quitté Hatton Cross, puis desservent Heathrow terminal 5 ; tandis que quelques autres desservent Heathrow terminal 4 avant d'emprunter la boucle pour desservir Heathrow terminals 2 & 3, avant de repartir vers Hatton Cross.

### Intermodalité
Elle permet un accès direct aux terminaux no 2 et 3 de l'Aéroport de Londres-Heathrow.
Des bus desservent la station.

Installations
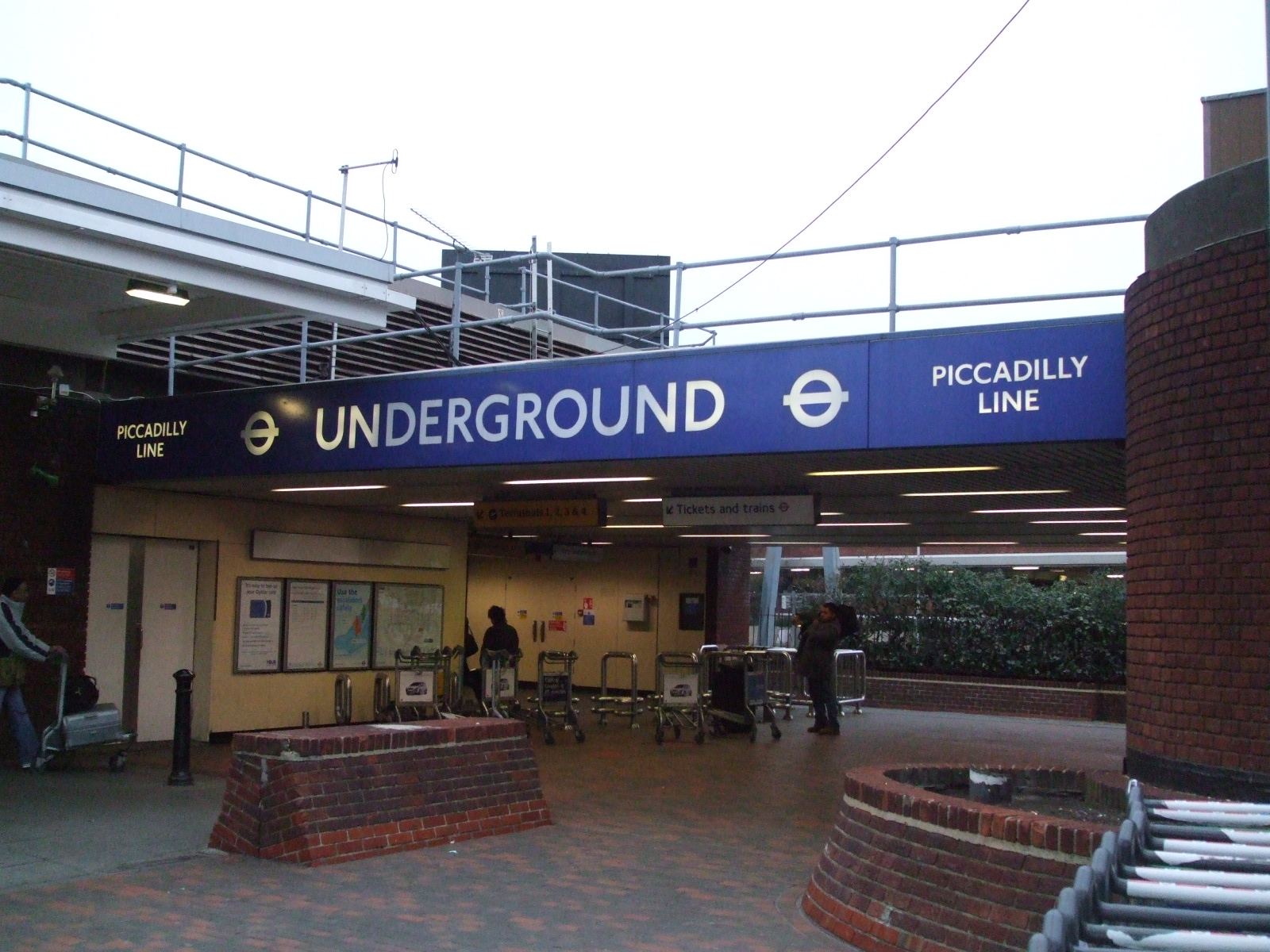
Entrée en surface.
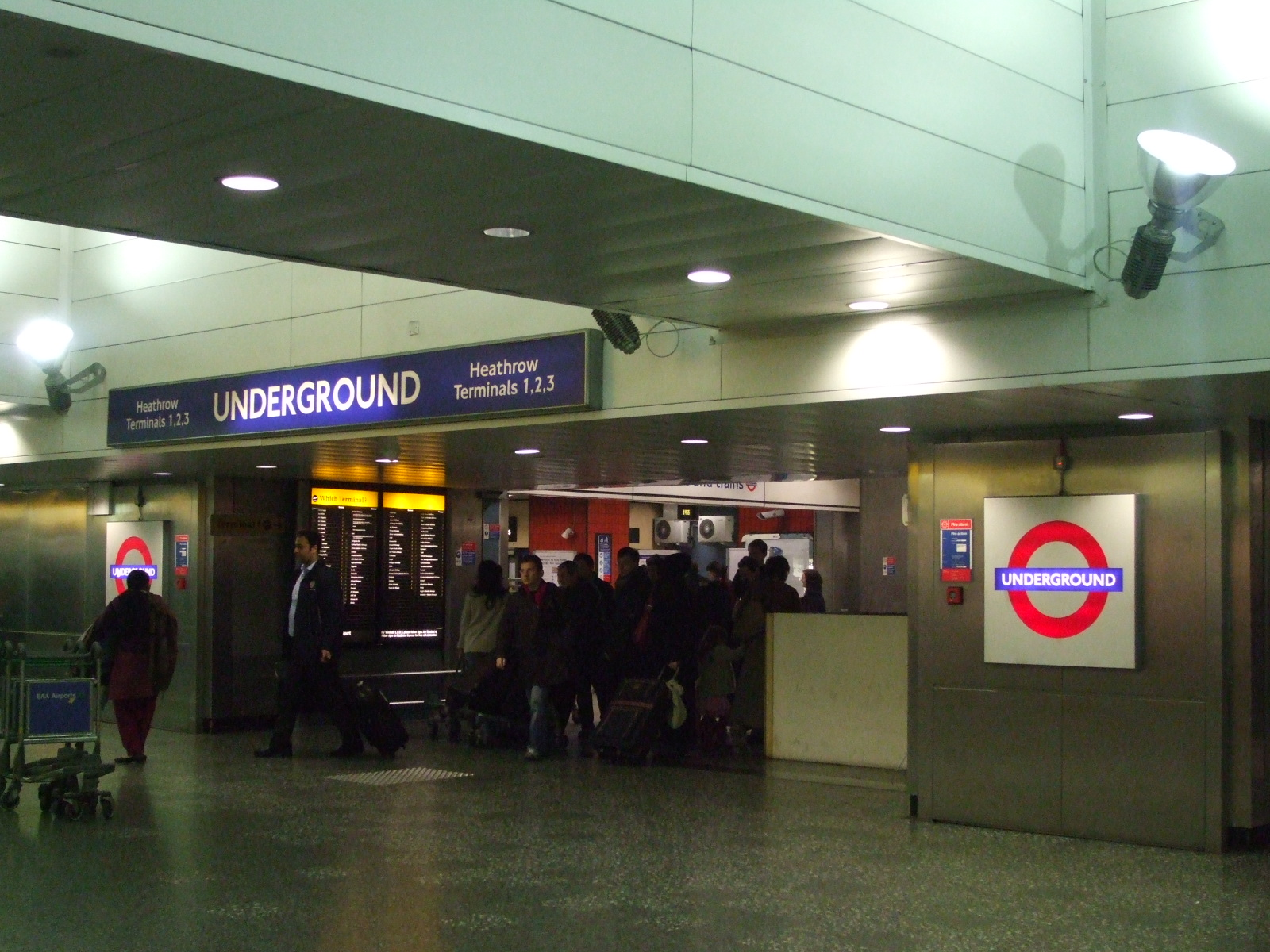
Entrée en souterrain et salle des billets.
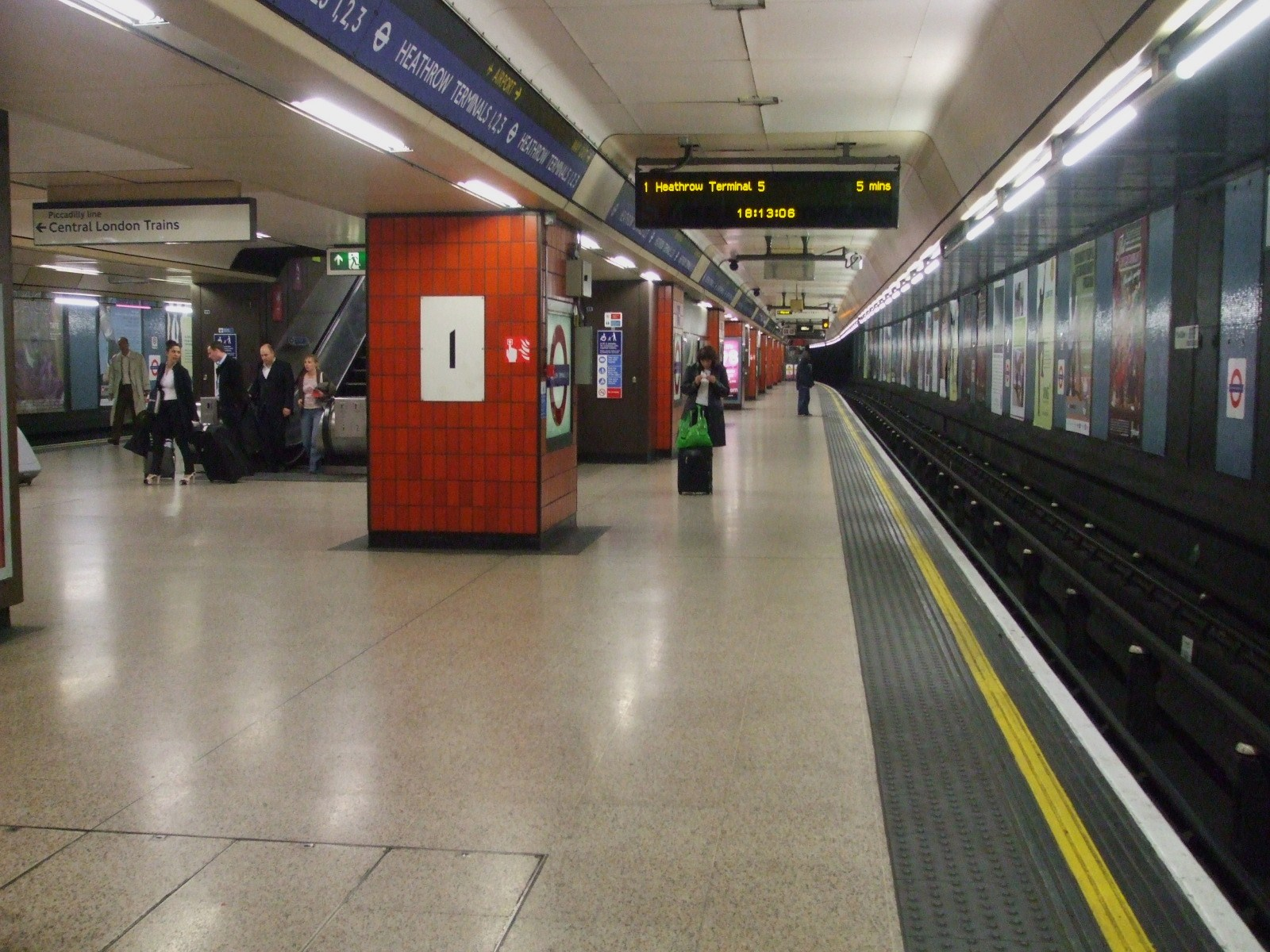
Quais.